# ㅸ
ㅸ(가벼운비읍, 경비읍, 여린비읍, 순경음 비읍)은 한글 낱자 ㅂ과 ㅇ을 쌓아놓은 것이다.

## 역사
15세기 한국어의 유성 양순 마찰음 [β] 소리를 나타냈던 것이라 여겨지는데, 두 모음 사이, y와 모음 사이, ㄹ과 모음 사이, ㅿ과 모음 사이의 제한된 환경에서만 나타났다.
16세기쯤에 소리가 양순 연구개 접근음 [w]으로 바뀌면서 모음 ㅗ/ㅜ가 이 글자를 대신하며 사라졌다. 일부 방언에서는 이것이 ㅂ으로 남아 있다.
- 곱다: 곱+아 → 고ᄫᅡ → 고와
- 셔ᄫᅳᆯ → 서울
- 수ᄫᅵ → 쉬이
- -ᄉᆞᇦ- → -사옵-
- 어려ᄫᅳᆫ → 어려운

## 외래어 표기에서의 사용
《한청문감》, 《동문유해》 등 만주어 문헌에서는 (묄렌도르프 로마자 전사의) f 발음을 표기하는데 쓰였다. 1948년 제정된 외래어 표기법인 들온 말 적는 법에서는 [v] 발음을 표기하는 데에 쓰였다. 찌아찌아어의 한글 표기법에서도 마찬가지로 /v/를 표기하는 데에 쓰인다.

## 코드 값
| 종류                  | 종류           | 글자   | 유니코드 | HTML     |
| --------------------- | -------------- | ------ | -------- | -------- |
| 한글 호환 자모        | 한글 호환 자모 | ㅸ     | U+3178   | &#12664; |
| 한글 자모 영역        | 첫소리         | ᄫᅠ     | U+112B   | &#4395;  |
| 한글 자모 영역        | 끝소리         | ᅟᅠᇦ     | U+11E6   | &#4582;  |
| 한양 사용자 정의 영역 | 첫소리         |     | U+F7C0   | &#63424; |
| 한양 사용자 정의 영역 | 끝소리         |     | U+F8C5   | &#63685; |
| 반각                  | 반각           | (없음) | (없음)   | (없음)   |

## 같이 보기
- ㅹ
- ꥫ
- ퟴ